# Айві Леван
А́йві Леван — американська поп-співачка, модель і актриса. Записується на лейблі Cherrytree Records, що є частиною Interscope Records. Як актриса, Леван дебютувала у ролі Синтії у фільмі Вбивчі красуні. У 16 років Айві переїхала до Лос-Анджелесу, щоб почати займатися музичною кар'єрою.
Свій перший міні-альбом «Introducing the Dame» співачка випустила у 2013 році. Сингл «Hot Damn» досяг одного мільйону переглядів на YouTube. У січні 2015 вона випускає сингл Biscuit — перший сингл з її майбутнього альбому. Кліп на пісню вийшов у той же день.
Дебютний альбом Айві Леван «No Good» вийшов 7 серпня 2015 року.

## Біографія
Леван народилась у Талсі, штат Оклахома, згодом переїхала до Бентонвілю, Арканзас. У віці 16 років співачка переїхала до Лос-Анджелесу, щоб почати займатися музичною кар'єрою. За цей час Айві вдалося попрацювати з багатьма артистами у різних жанрах, такими як Стінг, Diplo, Томо Мілічевіч.
Сама Айві описує свій звук як панк-рок та swamp-hop.

## Дискографія
| Назва   | Деталі                                                                                   |
| ------- | ---------------------------------------------------------------------------------------- |
| No Good | - Дата випуску: 7 серпня 2015 - Формат: Цифрове завантаження - Лейбл: Cherrytree Records |

| Назва                | Деталі                                                                                  |
| -------------------- | --------------------------------------------------------------------------------------- |
| Introducing the Dame | - Дата випуску: 4 липня 2013 - Формат: Цифрове завантаження                             |
| Frostbitten          | - Дата випуску: 6 січня 2015 - Формат: Цифрове завантаження - Лейбл: Cherrytree Records |

| Назва         | Рік  | Альбом  |
| ------------- | ---- | ------- |
| «Biscuit»     | 2015 | No Good |
| «Killing You» | 2015 | No Good |

| Назва             | Рік  | Альбом  |
| ----------------- | ---- | ------- |
| «The Dame Says»   | 2014 | No Good |
| «27 Club»         | 2015 | No Good |
| «No Good»         | 2015 | No Good |
| «Best Damn Thing» | 2015 | No Good |

Інші пісні:
- Shot Thru The Heart (2006)
- Moving Objects (2006)
- Miss Solitary (Pretend) (2006)
- Dear Friend (2006)
- Birdie (2006)
- Rising (2006)
- Red (2006)
- Sex With Strangers (2008)
- All My Hate (2008)
- Empty (2008)
- Torture (2008)
- Fever (2009)
- Who Can You Trust (2015) (головна пісня до фільму «Шпигунка»)